# Willekeur (recht)
Met het begrip willekeur wordt in het Nederlandse recht een manier van handelen aangeduid die niet in lijn ligt met wettelijke voorschriften en regelgeving, met beleid of een reeks van eerdere besluiten en slechts is ingegeven door de wil van de besluitnemer. Het verbod op willekeur is een rechtsbeginsel dat erop toeziet dat bevoegdheden op een behoorlijke en rechtvaardige wijze worden uitgeoefend, het beginsel komt overal in het Nederlandse recht voor.

## Bestuursrecht
Het Nederlandse bestuursrecht kent sinds invoering van de Algemene wet bestuursrecht in 1994 een algemeen verbod op willekeur bij besluitvorming door ambtenaren en bestuursorganen.

## Erfrecht
In het erfrecht mag in een testament niet worden bepaald dat de afgifte van een legaat afhankelijk wordt gesteld van de wens of wil van een andere persoon (art. 4:42 lid 3 BW).

## Strafrecht
Het verbod op willekeurige gevangenneming is een universeel mensenrecht dat wordt beschreven in artikel 9 van de Universele verklaring van de rechten van de mens.